# Jeromesville, Ohio
Jeromesville là một làng thuộc quận Ashland, tiểu bang Ohio, Hoa Kỳ. Năm 2010, dân số của làng này là 562 người.